# Batalla de Castelo Rodrigo
La batalla de Castelo Rodrigo, también llamada batalla de Salgadela, se libró el 7 de julio de 1664, dentro del contexto de la guerra de Restauración portuguesa, en Salgadela, freguesia de Mata de Lobos, en el término municipal de Figueira de Castelo Rodrigo (Portugal).

## Desarrollo de la batalla
En respuesta al intento de saqueo de la villa española de Sobradillo por el ejército portugués, una fuerza española de 4 000 infantes y 700 caballeros, 9 cañones, 500 carretas con provisiones y municiones, bajo el mando del duque de Osuna Gaspar Téllez-Girón entró en territorio portugués por la frontera de Beira y puso cerco a la villa de Castelo Rodrigo.
El castillo de Castelo Rodrigo estaba defendido por una pequeña guarnición de 150 hombres, en cuya ayuda acudió el gobernador militar de Beira, Pedro Jacques de Magalhães con el mayor número de fuerzas portuguesas que pudo reunir, cifradas en 2500 infantes y 500 caballos.
Cuando el asalto final de los españoles al castillo fue rechazada por su guarnición, (más de 200 sitiantes murieron durante el asedio), el contraataque portugués liderado por Pedro Jacques de Magalhães forzó la retirada de los españoles con 3330 bajas (muertos y prisioneros, sin contar los heridos). La tradición local cuenta que el duque de Osuna consiguió escapar disfrazado de fraile; cayeron en manos portuguesas importantes documentos de valor histórico, entre ellos el archivo del Duque de Osuna.

## Un testigo ocular
"No sé, Señor, qué improviso temor ocupó nuestra Infantería. No hallo palabras con que explicarle; y apenas tengo aliento para referirle. Si se le hubiera dado orden de arrojar las armas y huirse en oyendo la primera carga, no hubiera podido con mayor prontitud ejecutarla: como río que saliendo de madre echa al suelo y arrastra consigo cualquiera obstáculo, así esta fuga tan repentina, y sin ocasión, atropelló los oficiales y cabos que quisieron detenerla. No menor desorden siguió en la caballería viéndose abandonar de la infantería, pues desapareció en un instante. Quedamos cada uno como quien despierta de un profundo sueño, en que le parece ver numeroso ejército, y abriendo los ojos se queda solo: (…). Los batallones del rebelde, que conocido el desorden, à rienda suelta corrían en alcance de mas provechosa victoria, cargaron con tal porfía al Duque y los pocos que habían quedado, que le quitaron en los despeñaderos de Agueda el caballo, y pudieron muchas veces matarle; pero con el deseo de hacerlo prisionero, no le ofendieron …”
 Carta del  Marqués de Buscayolo, Superintendente de las fortificaciones de Castilla y consejero del Duque de Ossuna,  al Rey Felipe IV.

## La destrucción de un ejército
El ejército español  —con la excepción de unos pocos caballeros— fue enteramente capturado o muerto. El Mercurio Portugez, en su edición de julio de 1664, resume la carta enviada al rey D. Alfonso VI  por el comandante portugués Pedro Jacques de Magalhães (publicada previamente en una edición extraordinaria en el mismo mes de julio):

"No alcance atè o rio Agueda, forão degollados mil & duzentos infantes, & feitos prifioneiros mil & oitocentos, ficando affi quafi toda a infanteria como em hua rede. Da cavalleria foram mortos, & prifioneiros trezentos & trinta; os duzetos cavallos se recolherão logo; os cento & trinta forão aparecendo nos dias feguintes em diversas partes." 

En este gran total de 3330 españoles muertos o capturados no están contabilizados los 200 españoles muertos durante el cerco de Castel Rodrigo, ni la captura de 9 cañones, 4 petardos y 800 balas de artillería, 150 caballos, 1000 bueyes, 500 carretas con provisiones y municiones, 6 carruajes incluso la secretaria personal del duque de Osuna con documentos oficiales.
Las autoridades judiciales españolas confirman estos trágicos números: 

"... y por no haber puesto el ejército en batalla, lo perdió todo, matándonos más de trescientos hombres, y quedando prisioneros más de mil quinientos, la mayor parte de ellos heridos, y por las listas consta faltaron dos mil ciento veinte y un soldados y ciento noventa y siete oficiales de la infantería, además de la gente que salió del Abadengo y del fuerte de la Concepción, que serían mil hombres, los cuales no consta hayan vuelto, y de la caballería faltaron ciento e quince caballos y toda la artillería [pérdidas totales de 3 433 hombres, según las autoridades españolas que corroboran las fuentes portuguesas contemporáneas que inventariaron una pérdida total de 3 330 hombres], pertrechos y carruajes, que consta de la certificación de los oficios." 
 Auto de acusación durante el juicio del comandante español, Gaspar Téllez-Girón y Pacheco Gómez de Sandoval Enríquez de Ribera, V duque de Osuna y futuro Virrey de Cataluña, 1664.

Las pérdidas españolas en esta batalla fueron enormes, y se añade a las pérdidas durante el asedio, representan tres cuartas partes del ejército invasor.

## Osuna intenta liberar a su ejército
Poco después de la batalla, el jefe español trató de ofrecer dinero a las autoridades portuguesas para obtener la liberación de los prisioneros españoles, concentrados en la ciudad de Covillana. Afirmó que muchos prisioneros españoles serían un peso inútil para Portugal. El Consejo de Guerra de Portugal (el 29 de agosto de 1664), reconoció la validez de este argumento, avisando que alimentar un tan excesivo número de reclusos amenazaba agotar las reservas de pan de la provincia de la Beira.